# راؤول كاستيلو
راؤول كاستيلو (بالإنجليزية: Raúl Castillo)‏ هو ممثل أمريكي، ولد في 30 أغسطس 1977 في الولايات المتحدة.

## أعمال

### أفلام
- (2016) المراسلون الخاصون

### مسلسلات
- قانون ونظام

## وصلات خارجية
- راؤول كاستيلو على موقع IMDb (الإنجليزية)
- راؤول كاستيلو على موقع ألو سيني (الفرنسية)
- راؤول كاستيلو على موقع أول موفي (الإنجليزية)
- راؤول كاستيلو على موقع قاعدة بيانات الفيلم (الإنجليزية)
- راؤول كاستيلو على موقع كينوبويسك (الروسية)